# 金長洞石賀
金鳥洞 石賀（きんちょうどう せきが、生没年不詳）とは、江戸時代の浮世絵師。

## 来歴
鳥山石燕の門人。金長洞、石賀と号す。作画期は安永頃で細判錦絵の役者絵を描いている。なお天明4年（1784年）の『やなひ筥』二編（麻布柳水連主催）には作者名を「石賀」とする句があるが、これが同一人物かは不明。

## 作品
- 「大谷広次」　細判錦絵
- 「芳沢崎之助」　細判